# Un poco más (álbum)
Un poco más es el segundo disco del grupo de heavy metal español Beethoven R..

## Contenido del disco
1. El guardián de tu piel
2. La voy a liar
3. Un poco más
4. Quien irá por ti soy yo
5. Más sexy
6. Héroe de cristal
7. Tan duras, tan dulces
8. Libre
9. Una noche de pasión
10. Viejo corazón de acero
11. Frío
12. Sobreviviré
13. El guardián de tu piel (versión acústica)

- Datos: Q6155646